# الدمانيه العليا (بعدان)

تعديل مصدري - تعديل

الدمانيه العليا محلة تابعة لقرية منزل سري، التابعة لعزلة بني منصور بمديرية بعدان إحدى مديريات محافظة إب في الجمهورية اليمنية، بلغ تعداد سكانها 41 حسب تعداد اليمن لعام 2004.